# Quartinia helichrysi
Quartinia helichrysi (лат.) — вид цветочных ос (Masarinae) рода Quartinia из семейства настоящих ос (Vespidae). Лесото (Южная Африка).

## Описание
Длина тела 2,8—3,5 мм. Переднее крыло с жилками Cu1a и 2 m-cu, присутствующими, но утончёнными, значительно тоньше остальных жилок, и с 2 m-cu, прерванными до достижения M. Голова и мезосома зеленовато-металлические. Тегула с закруглённым задним внутренним углом, при осмотре сверху достигает уровня шва между мезоскутумом и щитком. У самки (самец неизвестен) голова густо кожистая, почти без точек; мезоскутум редко пунктирован. Голова с белой отметиной только на дне глазной пазухи. Ассоциированы с растениями семейства Астровые (Helichrysum fulgidum [вероятно = Helichrysum aureum (Houtt.) Merr.]; род Цмин). Вид был впервые описан в 1962 году английским энтомологом Оуайном Ричардсом, а его валидный статус подтверждён в ходе ревизии, проведённой в 2011 году южноафриканским энтомологом Фридрихом Гессом (1936—2013; Department of Entomology, Albany Museum and Rhodes University, Grahamstown, ЮАР).

## Распространение
Лесото (Южная Африка).